# Чемпионат России по регбилиг
Чемпионат России по регбилиг проводятся с 1993 года, до этого в течение 3 сезонов проходило первенство СССР и СНГ.

## История
В августе 1989 года был образован «Союз Регби-13 СССР».
В июле 1990 года была образована «Профессиональная лига Регби-13 СССР», которая в том же году провела первый чемпионат и розыгрыш Кубка страны.
Чемпионаты России (СССР/СНГ) проводились с 1990 года (кроме 1996 и 1997). Последний чемпионат страны был проведен в 2009 году.
Долгое время в России регбилиг составлял конкуренцию традиционному регби. Однако 22 января 2010 года Минспорттуризмом был издан приказ об исключении регбилиг из Всероссийского реестра видов спорта и отзыве у федерации регбилиг России государственной аккредитации. Это привело к тому, что ведущие клубы по регбилиг переключились на развитие регби-15 или регби-7.
В 2010 году была создана «Ассоциация РегбиЛиг Клубов» (АРЛК), объединившая любительские клубы и региональные Федерации по регбилиг в России. В 2013 году АРЛК возобновила проведение чемпионатов России по регбилиг.

## Чемпионы России (СССР/СНГ) по регбилиг
| год  | 1-е место                  | 2-е место                  | 3-е место                   |
| 1990 | «Московские маги» (Москва) | "Электромаш" (Тирасполь)   | «Спартак» (Москва)          |
| 1991 | «Московские маги» (Москва) | "Электромаш" (Тирасполь)   | МИНКАС                      |
| 1992 | ЭОЛИС (Тирасполь)          | «Красные Стрелы» (Москва)  | «Московские маги» (Москва)  |
| 1993 | «Локомотив» (Москва)       | ЭОЛИС (Тирасполь)          | «Московские маги» (Москва)  |
| 1994 | «Московские маги» (Москва) | ЭОЛИС (Тирасполь)          | «Стрела» (Казань)           |
| 1995 | «Стрела» (Казань)          | «Московские маги» (Москва) | ЭОЛИС (Тирасполь)           |
| 1996 | не проводился              |                            |                             |
| 1997 | не проводился              |                            |                             |
| 1998 | «Стрела» (Казань)          | «Локомотив» (Москва)       | «Московские маги» (Москва)  |
| 1999 | «Стрела» (Казань)          | «Локомотив» (Москва)       | «Спартак» (Москва)          |
| 2000 | «Локомотив» (Москва)       | «Стрела» (Казань)          | «Московские маги» (Москва)  |
| 2001 | «Стрела» (Казань)          | «Локомотив» (Москва)       | «Московские маги» (Москва)  |
| 2002 | «Локомотив» (Москва)       | «Стрела» (Казань)          | «Московские маги» (Москва)  |
| 2003 | «Локомотив» (Москва)       | «Динамо» (Москва)          | «Стрела» (Казань)           |
| 2004 | «Локомотив» (Москва)       | «Стрела» (Казань)          | «Динамо» (Москва)           |
| 2005 | «Локомотив» (Москва)       | «Стрела» (Казань)          | «Верея» (Московская обл.)   |
| 2006 | «Локомотив» (Москва)       | «Стрела» (Казань)          | «Верея» (Московская обл.)   |
| 2007 | «Локомотив» (Москва)       | «Верея» (Московская обл.)  | «Империя» (Пенза)           |
| 2008 | «Локомотив» (Москва)       | «Верея» (Московская обл.)  | «Легион» (Харьков)          |
| 2009 | «Локомотив» (Москва)       | «Стрела» (Казань)          | «Кристалл» (Ростов-на-Дону) |
| 2010 | не проводился              |                            |                             |
| 2011 | не проводился              |                            |                             |
| 2012 | не проводился              |                            |                             |
| 2013 | «Верея» (Московская обл.)  | «Шторм» (Москва)           | ———                         |
| 2014 | «Локомотив» (Москва)       | «Верея» (Московская обл.)  | «Витязь» (Пермь)            |
| 2015 | «Верея» (Московская обл.)  | «Московские маги» (Москва) | «Витязь» (Пермь)            |
| 2016 | не проводился              |                            |                             |
| 2017 | ЦСКА (Москва)              | «Спартак» (Москва)         | «Витязь» (Пермь)            |
| 2018 | не проводился              |                            |                             |